# Юргенс Дар'я Георгіївна
Да́р'я Гео́ргіївна Ю́ргенс (до 2003 року Леснікова; нар. 20 січня 1968, Томськ, РРФСР, СРСР) — російська актриса театру й кіно.
Заслужена артистка Російської Федерації (2005).

## Життєпис
Народилася 20 січня 1968 в Томську, отроцтво провела в місті Жданові Донецької області (нині — Маріуполь). Батьки — артисти драматичного театру; мати — народна артистка України Наталія Юргенс. Перший вихід, точніше винос на сцену маленької дівчинки відбувся в несвідомому віці: її, загорнуту в якесь лахміття, бавили на руках у виставі «Піднята цілина». А в 10 років вона вже зіграла велику роль — Анютку у виставі «Влада темряви» за Толстим.
У школі вчилася погано, серйозно захоплювалася спортом: у 14 років ледь не стала кандидатом у майстри спорту з фехтування — на змаганнях потрапила суперниці по руці рубальним рухом рапірою і її дискваліфікували.
Після цього випадку розлучилася зі спортом.
У дитинстві мріяла працювати ветеринаром, але, отримавши атестат про середню освіту, продовжила сімейну династію і вибрала акторську професію. В Ленінградський театральний інститут вступила, оскільки має петербурзьке коріння: з блокадного Ленінграда виїхали її мати з бабусею, в театральному інституті на Моховій навчався її тато, тут працював і викладав і її прапрадід, вчений Дмитро Костянтинович Чернов.
1990 року закінчила ЛДІТМіК імені М. К. Черкасова (курс О. М. Куніцина). Після закінчення вузу її зараховано до групи Молодіжного театру на Фонтанці.

## Сім'я
- Дід по матері — Микита Олександрович Юргенс.
- Батько — актор Георгій Михайлович Лесніков (1928—1981), заслужений артист РРФСР.
- Мати — акторка Наталія Микитівна Юргенс (1932—2014), народна артистка Української РСР.
- Брат — Микита Олександрович Юргенс, викладач історії та правознавства.
- Перший чоловік (від 1989 до 1996) — Євген Валерійович Дятлов (нар. 2 березня 1963).
  - Син — Єгор Євгенович Лесніков (нар. 20 січня 1991), актор, закінчив СПбДАТМ, знявся в декількох фільмах, одружився в двадцятирічному віці.
- Другий чоловік — Петро Журавльов.
- Фактичний чоловік — Сергій Веліканов.
  - Дочка — Олександра Сергіївна Леснікова (нар. 28 травня 2003).

## Творчість

### Ролі в театрі

#### Молодіжний театр на Фонтанці
- 1991 — «Смерть Ван Халена» — Маша
- «Майстерня дуростей» — Принцеса
- 1993 — «Місячні вовки» Ніни Садур. Режисер: Володимир Туманов — Бабуся
- 1995 — «Тригрошова опера» Бертольта Брехта. Режисер: Семен Співак[ru] — Люсі
- 1996 — «Ніч помилок» Олівера Ґолсдсміта. Режисер: Михайло Черняк — Констанція
- 1996 — «Вулиця. Двір. Васька» — Пацюк Катя
- 1997 — «Маркіза де Сад» Юкіо Місіми. Режисер: Семен Співак — Рене де Сад
- 1997 — «Іван-царевич» — Принцеса Мілоліка
- 1998 — «Крики з Одеси» Ісаака Бабеля. Режисер: Семен Співак — Маруся
- 1999 — «Двоє на гойдалці» — Гітель Моска
- 2001 — «Жайворонок» Жана Ануя. Режисер: Семен Співак — Агнесса
- 2002 — «Священні чудовиська» Жана Кокто. Режисер: Семен Співак — Ліан
- 2004 — «„Медея“ Евріпід» Жана Ануя. Режисер: Олексій Утеганов — Медея
- 2015 — «Остання любов Наполеона» за п'єсою Іржі Губача «Ад'ютантка його імператорської величності, або Корсиканка». Режисер: Семен Співак.

#### Михайлівський театр
- 2001 — «Трагедія російського фавна» — Ромола де Пульскі

### Ролі в кіно
| Рік       |    | Назва                                    | Роль                                                       |    |
| --------- | -- | ---------------------------------------- | ---------------------------------------------------------- | -- |
| 1997—1998 | с  | Вулиці розбитих ліхтарів                 | Ольга                                                      | ру |
| 1998      | ф  | Про виродків і людей                     | Груня                                                      | ру |
| 2000      | ф  | Брат 2                                   | Даша, проститутка на кличку «Мерилін»                      | ру |
| 2000      | с  | Дім Надії                                | Настя                                                      | ру |
| 2001      | с  | Агентство НЛС                            | Надя Баранова                                              | ру |
| 2002      | с  | Кріт 2                                   | Зойка                                                      | ру |
| 2002      | с  | Пейзаж з убивством                       | Нінка                                                      | ру |
| 2001—2002 | с  | Вулиці розбитих ліхтарів 4               | Вероніка                                                   | ру |
| 2003      | с  | Жіночий роман                            | Надя                                                       | ру |
| 2005      | ф  | Італієць                                 | мати Мухіна                                                | ру |
| 2005      | с  | Ментовські війни 2 (За тиждень до весни) | Катерина Хмельова                                          | ру |
| 2006      | с  | Термінал                                 | «Тать», охоронець Большакова                               | ру |
| 2006      | с  | Ментовські війни 3 (Козаки — Розбійники) | Катерина Хмельова                                          | ру |
| 2006      | с  | Морські диволи                           | Маргарита Степанівна Кошкіна, «Багіра», старший лейтенант  | ру |
| 2007      | с  | Морські дияволи 2                        | Маргарита Степанівна Кошкіна, «Багіра», капітан-лейтенант  | ру |
| 2008      | вг | Супер-корова                             | Супер-корова                                               | ру |
| 2008      | ф  | Васильєвський острів                     | Алла, дружина Іллі                                         | ру |
| 2008      | ф  | Заборона на кохання                      | Гуня                                                       | ру |
| 2008      | с  | Каменська 5                              | Лєна Альбікова                                             | ру |
| 2008      | с  | Ментовські війни. Епілог                 | Катерина Хмельова                                          | ру |
| 2008      | ф  | Не родись красивим                       | Фуфа                                                       | ру |
| 2009      | с  | Історія зечки                            | Надія Баклага, лейтенант, ревнива дружина Віктора          | ру |
| 2009      | с  | Морські дияволи 3                        | Маргарита Степанівна Кошкіна, «Багіра», капітан-лейтенант  | ру |
| 2010      | ф  | Помста — мистецтво                       | Інга, дружина Казкаря                                      | ру |
| 2010      | с  | Морські дияволи 4                        | Маргарита Степанівна Кошкіна, «Багіра», капітан-лейтенант  | ру |
| 2010      | тф | Морські дияволи. Долі                    | Маргарита Кошкіна                                          | ру |
| 2011      | с  | Морські дияволи 5                        | Маргарита Степанівна Кошкіна, «Багіра», капітан-лейтенант  | ру |
| 2011      | тф | Морські дияволи. Долі — 2                | Маргарита Степановна Кошкіна, "Багіра"                     | ру |
| 2012      | ф  | Просто Джексон                           | Катя Хмельова                                              | ру |
| 2013      | с  | Катерина 4: Інше життя                   | Василькова                                                 | ру |
| 2013      | с  | Шерлок Голмс                             | Джессіка Керрі                                             | ру |
| 2013      | с  | Морські дияволи. Смерч                   | Маргарита Степанівна Кошкіна, «Багіра», капітан 3-го рангу | ру |
| 2013      | с  | Морські дияволи. Смерч. Долі             | Маргарита Степанівна Кошкіна, «Багіра», капітан 3 ранга    | ру |
| 2014—2015 | с  | Морські дияволи. Смерч-2                 | Маргарита Степанівна Кошкіна, «Багіра», капітан 3 рангу    | ру |
| 2016      | с  | Морські дияволи. Смерч-3                 | Маргарита Степанівна Кошкіна, «Багіра», капітан 3 рангу    | ру |
| 2016      | с  | Морські дияволи. Смерч. Долі-2           | Маргарита Степанівна Кошкіна, «Багіра», капітан 3 рангу    | ру |
| 2017      | с  | Морські дияволи. Північні рубежі         | Маргарита Степанівна Кошкіна, «Багіра», капітан 1 рангу    | ру |
| 2017—2018 | с  | Морські дияволи. Рубежі Батьківщини      | Маргарита Степанівна Кошкіна, «Багіра», капітан 1 рангу    | ру |
| 2017      | ф  | Нічий                                    |                                                            | ру |
| 2019      | с  | Підкидько                                | Маргарита Сапфірова, цілителька й ворожка                  | ру |
| 2020      | с  | Морські дияволи. Особливе завдання       | Маргарита Степанівна Кошкіна, «Багіра», капітан 1 рангу    | ру |
| 2020      | ф  | Зоя                                      | Любов Тимофіївна, мама Зої                                 | ру |
| 2022      | с  | Морські дияволи. Далекі рубежі           | Маргарита Степанівна Кошкіна, «Багіра», капітан 1 рангу    | ру |

### Озвучування

#### Озвучування комп'ютерних ігор
- 2007 — Супер Корова — Супер Корова

## Громадянська позиція
В інтерв'ю російському пропагандисту Корчевнікову Юргенс заявила, що вибух маріупольського драмтеатру був спричинений тим, що українські військові нібито обклали його вибухівкою[джерело?].